# EFNA5
EFNA5 (англ. Ephrin A5) – білок, який кодується однойменним геном, розташованим у людей на короткому плечі 5-ї хромосоми.  Довжина поліпептидного ланцюга білка становить 228 амінокислот, а молекулярна маса — 26 297.
| 10         |  | 20         |  | 30         |  | 40         |  | 50         |
| ---------- |  | ---------- |  | ---------- |  | ---------- |  | ---------- |
| MLHVEMLTLV |  | FLVLWMCVFS |  | QDPGSKAVAD |  | RYAVYWNSSN |  | PRFQRGDYHI |
| DVCINDYLDV |  | FCPHYEDSVP |  | EDKTERYVLY |  | MVNFDGYSAC |  | DHTSKGFKRW |
| ECNRPHSPNG |  | PLKFSEKFQL |  | FTPFSLGFEF |  | RPGREYFYIS |  | SAIPDNGRRS |
| CLKLKVFVRP |  | TNSCMKTIGV |  | HDRVFDVNDK |  | VENSLEPADD |  | TVHESAEPSR |
| GENAAQTPRI |  | PSRLLAILLF |  | LLAMLLTL   |  |            |  |            |

A: Аланін

C: Цистеїн

D: Аспарагінова кислота

E: Глутамінова кислота

F: Фенілаланін

G: Гліцин

H: Гістидин

I: Ізолейцин

K: Лізин

L: Лейцин

M: Метіонін

N: Аспарагін

P: Пролін

Q: Глутамін

R: Аргінін

S: Серин

T: Треонін

V: Валін

W: Триптофан

Кодований геном білок за функцією належить до білків розвитку. 
Задіяний у таких біологічних процесах як диференціація, нейрогенез, поліморфізм. 
Локалізований у клітинній мембрані, мембрані.